# 신만엽
신만엽(申萬葉)은 조선시대의 명창이다. 전북 여산 출신으로 8명창의 한 사람이다. 서편제 가객으로 성음이 부드럽고 아름다워서 사풍세우 신만엽이라는 별칭을 가지고 있다. 그의 특기는 《수궁가》와 《심청가》이다.
수궁가를 잘 불렀고 그의 더늠으로 수궁가에서의 <소지노화(笑指蘆花)>가 전해지는데 그의 소리제는 가야금 병창제로 알려진 '석화제'라 한다. 특히 <토별가(兎鼈歌)>를 잘 불렀다.